# Caaguazú
Caaguazú je jedan od 17 okruga u Paragvaju. Središte okruga je u gradu Coronel Oviedu. 

## Zemljopis
Okrug se nalazi u južnom središnjem dijelu Paragvaja. Caaguazú se proteže na 11.474 km² te je jedanaesti po veličini paragvajski okrug.

## Stanovništvo
Prema podacima iz 2009. godine u okrugu živi 478.612 stanovnika dok je prosječna gustoća naseljenosti 41,71 stanovnika na km². Prastanovnici su Indijanci Guayakí.

## Administrativna podjela
Okrug je podjeljen na 22 distrikta:
| Distrikt                          | Stanovništvo (2002.) | Distrikt                    | Stanovništvo (2002.) | Distrikt         | Stanovništvo (2002.) |
| --------------------------------- | -------------------- | --------------------------- | -------------------- | ---------------- | -------------------- |
| 1. Caaguazú                       | 98.136               | 11. Raúl Arsenio Oviedo     | 27.734               | 21. Tembiaporá   | 15.648               |
| 2. Carayaó                        | 13.234               | 12. Repatriación            | 29.503               | 22. Nueva Toledo | 6.000                |
| 3. Coronel Oviedo                 | 84.103               | 13. R. I. Tres Corrales     | 7.666                |                  |                      |
| 4. Doctor Cecilio Báez            | 6.173                | 14. San Joaquín             | 14.930               |                  |                      |
| 5. Doctor J. Eulogio Estigarribia | 24.634               | 15. San José de los Arroyos | 15.299               |                  |                      |
| 6. Doctor Juan Manuel Frutos      | 19.128               | 16 Santa Rosa del Mbutuy    | 10 989               |                  |                      |
| 7. José Domingo Ocampos           | 9.198                | 17 Simón Bolívar            | 4 938                |                  |                      |
| 8. La Pastora                     | 4.440                | 18. Tres de Febrero         | 8.818                |                  |                      |
| 9. Mcal. Francisco S. López       | 7.330                | 19. Vaquería                | 10.257               |                  |                      |
| 10. Nueva Londres                 | 4.110                | 20. Yhú                     | 34.737               |                  |                      |